# Vilhelm av Preussen
För den siste kronprinsen av Preussen och Tyska kejsardömet, se Wilhelm (tysk kronprins).
Vilhelm av Preussen, Friedrich Wilhelm Karl, född den 3 juli 1783 i Berlin, död där den 28 september 1851, var en tysk prins. Han var son till Fredrik Vilhelm II av Preussen.
Gift 1804 med Maria Anna av Hessen-Homburg (1785-1846).

## Barn
- Adalbert Henrik Vilhelm (1811-1873) amiral ; gift (morganatiskt) 1850 med Therese Elßler/von Barnim (1808-1884)
- Elisabeth (1815-1885); gift 1836 med Karl av Hessen-Darmstadt (1809-1877)
- Waldemar (1817-1849)
- Maria av Preussen (1825-1889); gift 1842 med Maximilian II av Bayern (1811-1864)

## Galleri

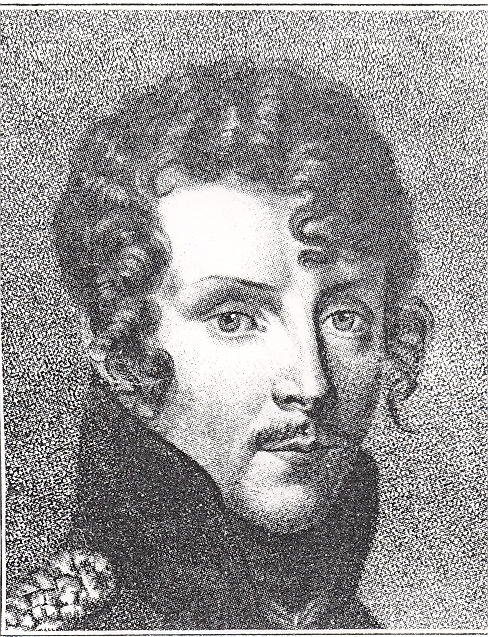
Vilhelm av Preussen.